# Kurt Kutzler
Kurt Reiner Kutzler (* 17. Oktober 1941 in Aussig, Reichsgau Sudetenland) ist ein deutscher Mathematiker und ehemaliger Präsident der Technischen Universität Berlin.

## Leben
Kutzler wuchs nach dem Krieg zunächst in Bayern auf und machte 1961 sein Abitur am Goethe-Gymnasium (Berlin-Wilmersdorf). Nach dem Studium der Mathematik und Physik an der Freien Universität Berlin promovierte er dort im Fach Mathematik 1969. 1972 wurde er an der Universität Mannheim habilitiert. Im April 1973 wurde Kutzler Professor für Mathematik mit dem Fachgebiet Funktionalanalysis an der TU Berlin.
Er war von 1984 bis 1986 Dekan des Fachbereichs Mathematik und von 1987 bis 1989, von 1991 bis 1993 und von 1999 bis 2002 erster Vizepräsident der TU Berlin.
Von 2000 bis 2004 war er einer der sieben Vizepräsidenten der Hochschulrektorenkonferenz.
Von 2002 bis 2010 war Kutzler Präsident der Technischen Universität Berlin.
Er ist seit 1968 verheiratet.

## Ehrungen
2009 wurde ihm die Professur ehrenhalber der Jiaotong-Universität Shanghai verliehen. Im selben Jahr erhielt er die Ehrendoktorwürde der Staatlichen Universität für Bauwesen Moskau (MSUCE).